# Município de Tyrone (condado de Perry, Pensilvânia)
Tyrone Township é uma cidade no condado de Perry, Pensilvânia, Estados Unidos. A população era de 2.124 no censo de 2010.  As principais comunidades no município são as aldeias de Green Park, Pensilvânia e Loysville. O município circunda o bairro de Landisburg.

## História
A Ponte Coberta de Arroz foi adicionada ao Registro Nacional de Lugares Históricos em 1980.[carece de fontes?]

## Geografia
De acordo com o Departamento do Censo dos Estados Unidos, o município tem uma área total de 92,6 km² quadrados, dos quais somente 0,03% é água.

## Demografia
A partir do censo de 2000, havia 1.863 pessoas, 726 famílias e 537 famílias residentes no município. A densidade populacional era de 20,1 / km².  Havia 835 unidades habitacionais com uma densidade média de 9.0/ km². A composição racial do município era de 98,28% de brancos, 0,43% de afro-americanos, 0,11% de nativos americanos, 0,05% de ilhéus do Pacífico, 0,16% de outras raças e 0,97% de duas ou mais raças. Hispânicos ou latinos eram 0,91% da população.
Das 726 famílias, 31,5% tinham filhos com menos de 18 anos de idade, 62,3% eram casais que viviam juntos, 6,9% tinham um chefe de família sem marido presente e 26,0% eram não-famílias. 22,3% de todos os domicílios eram compostos de indivíduos e 12,0% tinham alguém que morava sozinho e tinha 65 anos de idade ou mais. O tamanho médio da família era 2.97.
No município a população estava espalhada com 25,6% com idade inferior a 18 anos, 7,4% de 18 a 24, 27,9% de 25 a 44, 25,1% de 45 a 64 e 14,1% com 65 anos ou mais.  A mediana de idade foi de 38 anos. Para cada 100 mulheres, havia 98,4 homens. Para cada 100 mulheres com 18 anos ou mais, havia 93,3 homens.
A renda mediana para uma família no município era de US$ 38.276, e a renda média para uma família era de US$ 43.750. Os homens tinham uma renda média de US$ 31.475, contra US$ 22.500 para as mulheres. A renda per capita do município era de US$ 17.202. Cerca de 6,5% das famílias e 9,0% da população estavam abaixo da linha da pobreza, incluindo 10,4% das pessoas com menos de 18 anos e 7,8% das pessoas com 65 anos ou mais.

## Governo e infraestrutura
O Loysville Youth Development Center, um centro de detenção juvenil do Departamento de Serviços Humanos da Pensilvânia, está localizado no município.